# García (Tabasco)
García es una localidad del municipio de Centro ubicado en la subregión centro del estado mexicano de Tabasco. Anteriormente formaba parte de la localidad de Miramar hasta que fue desfusionada el 15 de junio de 2009.

## Geografía
La localidad de García se sitúa en las coordenadas geográficas 18°07′56″N 92°45′46″O / 18.13222, -92.76278, a una elevación de 1 metro sobre el nivel del mar.

## Demografía
Según el Conteo de Población y Vivienda 2020, efectuado por el Instituto Nacional de Estadística y Geografía, la localidad de García tiene 61 habitantes, de los cuales 35 son del sexo masculino y 26 del sexo femenino. Su tasa de fecundidad es de 2.43 hijos por mujer y tiene 14 viviendas particulares habitadas.
| Gráfica de evolución demográfica de García entre 2010 y 2020 |
|                                                              |
| INEGI.                                                       |